# Neonerita metaphoenica
Neonerita metaphoenica là một loài bướm đêm thuộc phân họ Arctiinae, họ Erebidae.